# Boetzelaer (Adelsgeschlecht)

Wappen der Familie van (den) Boetzelaer

Die Familie van (den) Boetzelaer ist eine niederrheinische Uradelsfamilie mit dem Stammhaus Burg Boetzelaer bei Kleve, eines Stammes mit den Grafen von Galen.
Mitte des 15. Jahrhunderts erbte ein Zweig Besitzungen im niederländischen Herzogtum Geldern. Der niederländische Familienzweig lebt bis heute in den Niederlanden und Deutschland.

## Geschichte

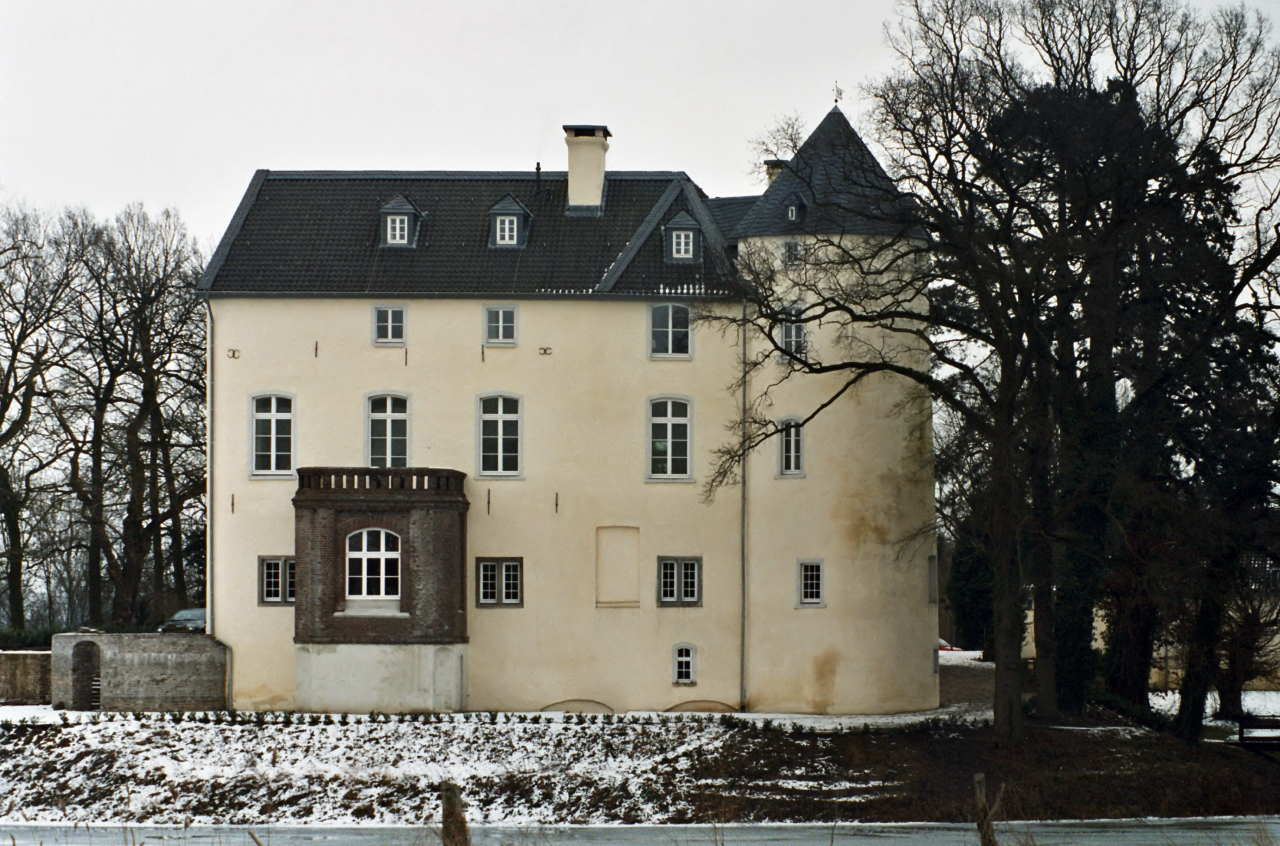
Burg Boetzelaer

Stammsitz der Familie war die Burg Boetzelaer, wo sie seit dem Mittelalter als Edelherren ansässig waren. 1256 wurde ein Wessel van den Boetzelaer samt seinen Söhnen urkundlich erwähnt. Er und seine Nachkommen kämpften mal für den Erzbischof von Köln, mal für den Grafen von Kleve. So konnte die Familie ihren Allodialbesitz – die Herrlichkeit Boetzelaer – immer weiter ausbauen. Sie waren als Truchsessen für den Grafen tätig und stellten Kanoniker im Kloster Werden und Utrecht. 
1359 übergab Rutger van Boetzelaer dem Erzbischof von Köln, Wilhelm von Gennep, seinen Besitz zu Appeldorn und erhielt ihn als Mannlehen zurück. 1361 wurde er zum Ritter geschlagen. Gleichzeitig war er weiter für den Grafen tätig und erhielt 1363 von ihm die Krudenburg. Inzwischen hatte ihn der Erzbischof auch zum Amtmann von Aspel ernannt, einem zwischen Köln und Kleve umstrittenen Gebiet. 1379 sollte er auch die Herrschaft Boetzelaer vom Erzbischof von Köln als Lehen bekommen. Dies lief den Klevischen Machtansprüchen zuwider. Ab 1379 begann Graf Adolf III. von der Mark-Kleve gegen die Ritter am Rhein vorzugehen. 1392 musste van Boetzelaer die Krudenburg wieder abgeben. 1396 wurde die Burg Boetzelaer belagert und eingenommen. 
Im 15. Jahrhundert heiratete Rutger van den Boetzelaer (1404–1460) Elburg van Langerak († 1489), die Erbin von Langerak (in der Gemeinde Molenwaard) und eines hälftigen Anteils an der Baronie Asperen (Gemeinde Lingewaal) im niederländischen Herzogtum Geldern. Die andere Hälfte von Asperen fiel an Arend Pieck van Beesd, dessen Nachkomme Willem van Buren 1460 Rutger erschoss, wofür er aufgehängt wurde. Nach einem längeren Rechtsstreit fiel dann die Beesd'sche Hälfte 1481 ebenfalls an Rutgers Sohn Wessel van den Boetzelaer (* 1431). Er heiratete Josina de Mol van Leetbergen († 1505). 

### Klevesche Linie
Wessels und Josinas jüngerer Sohn Sweder (* 1432; † nach 1504) erbte die Besitzungen bei Kleve. Damit trennten sich die Linien. Die niederrheinische Linie ist 1711 ausgestorben und die Burg Botzelaer vererbte sich in weiblicher Linie bis zum Verkauf Anfang des 19. Jahrhunderts weiter.

### Niederländische Linie

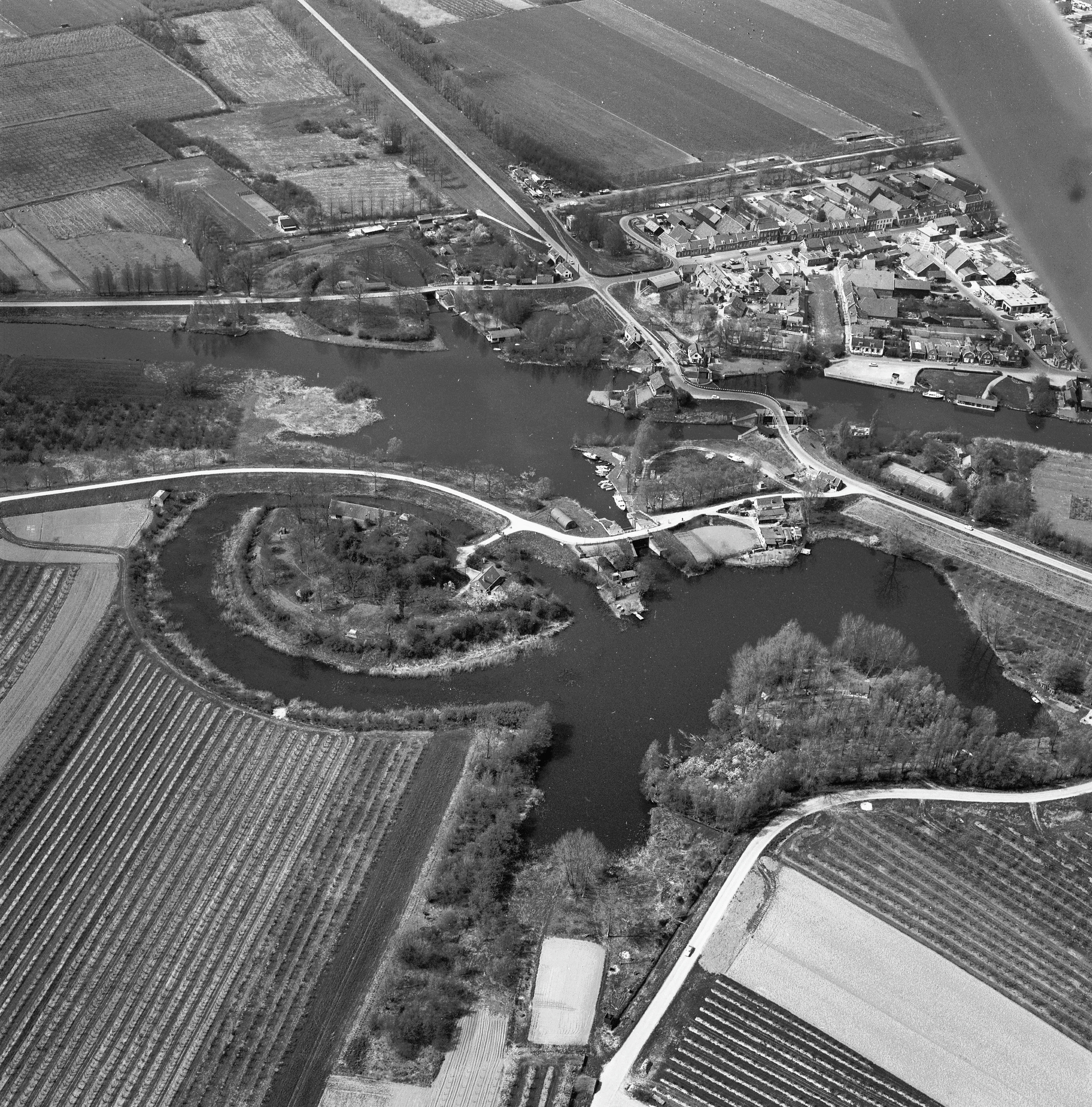
Asperen (1977)

Wessels und Josinas älterer Sohn Rutger van den Boetzelaer († 1545) erbte Langerak und Asperen, außerdem 1499 von seiner Mutter Deurne mit dem Kleinen Schloss, verkaufte dieses aber an Henrick Taye († 1508), den zweiten Ehemann seiner Mutter, dessen Linie es weiter vererbte. Ein jüngerer Wessel van den Boetzelaer war dann Verfechter der Reformation und dessen Sohn Rutger (1534–1604) unterstützte Wilhelm I. von Oranien und begründete so den Einfluss der Familie in den Niederlanden. Er erhielt vom Oranier das Gut Batinge (in Dwingeloo), zuvor ein Besitz der vertriebenen Familie van den Clooster tot Havixhorst. Ein jüngerer Rutger (1578–1668) aus dieser Linie wurde Drost von Drenthe und erwarb 1641 auch das benachbarte Gut Entinge; beide Besitze gingen aber noch im 17. Jahrhundert wieder aus der Familie.  
Philip Jacob van den Boetzelaer zu Asperen (1690–1773) wurde 1733 zum Grafen erhoben, aber mit dem Tod seines Sohnes Philip Marie 1795 erlosch der gräfliche Zweig und Asperen ging in andere Hände über (von der Burg ist heute nur noch die Insel erhalten, auf der sie einst stand). Philip Maries Bruder hatte 1763 Langerak von dem dortigen Zweig geerbt, der sich 1604 abgespalten hatte, starb aber ebenfalls ohne männliche Nachfahren. 

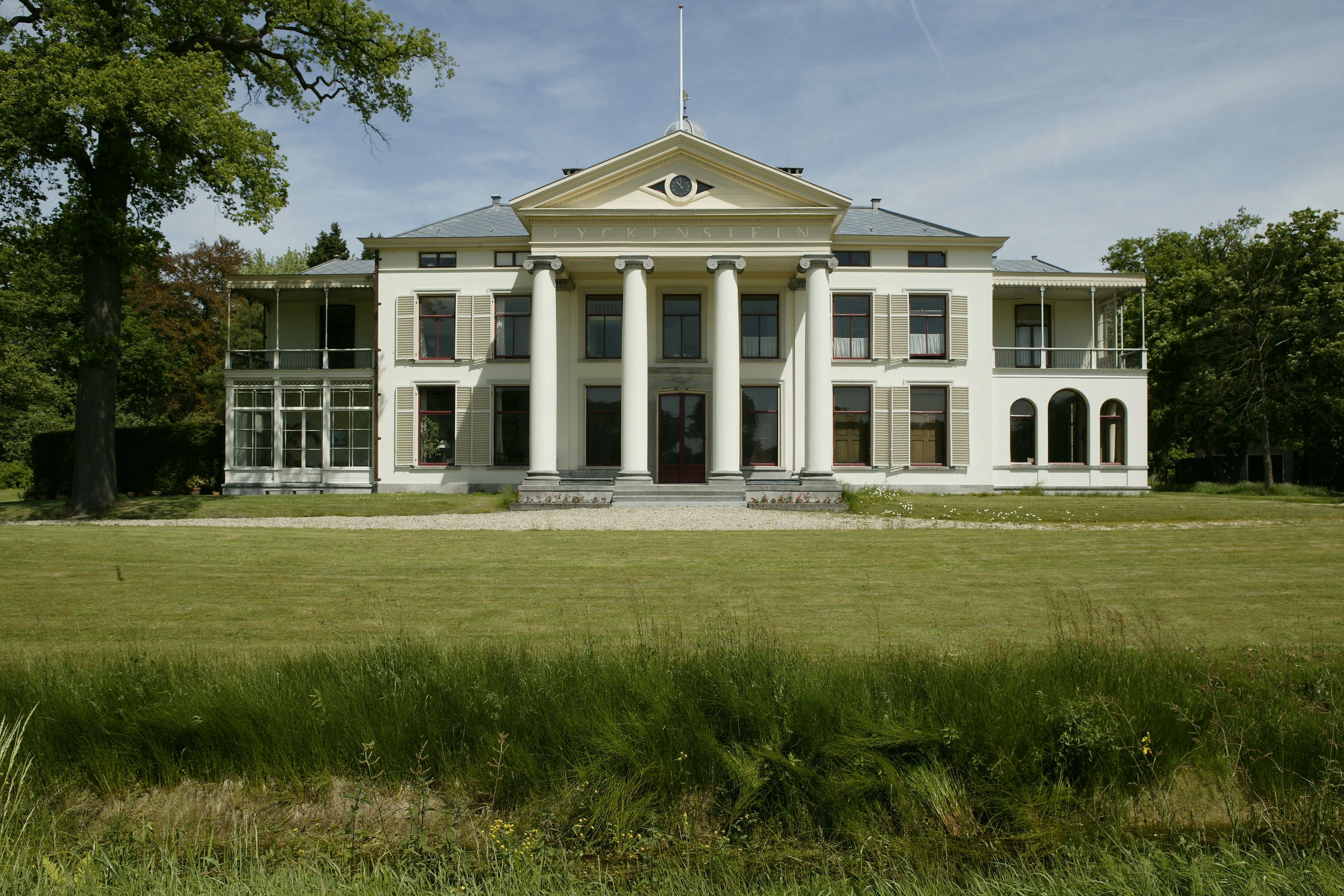
Gut Eyckenstein

Ein jüngerer Zweig der Linie Asperen setzte sich bis auf den heutigen Tag fort. Sie stammt von Coenraad Carel Vincent van Boetzelaer (1776–1845) ab, dem Herrn auf Dubbeldam und Kijfhoek, die beide durch die Ehe des Nicolaas van den Boetzelaer (1718–1796) mit Elisabeth Dorothea de Raet in die Familie gekommen waren. Coenraad Carel Vincent heiratete Theodora Elsabé van Voorst aus einer Utrechter Patrizierfamilie. Für ihre zahlreichen Kinder erwarben sie noch weitere Landgüter: Eyckenstein (Gemeinde De Bilt), Houdringe und Kolenberg. Der Kijfhoeker Zweig erlosch 1926, Dubbeldam (mit dem im 19. Jahrhundert hinzu erworbenen De Mijl) ist bis heute im Besitz der Familie, ebenso Eyckenstein. 1938 erwarb die Familie auch das Gutsland in Asperen zurück.

## Literatur

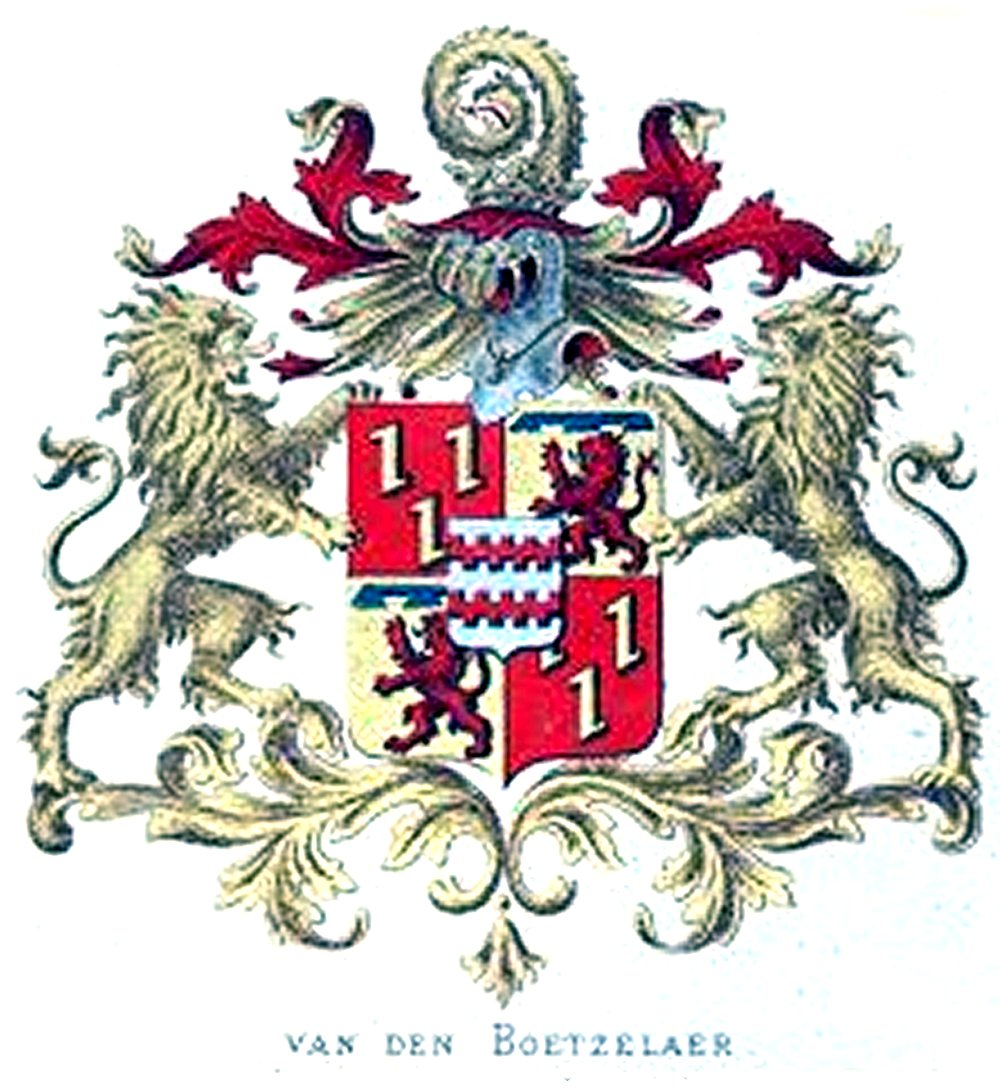
Familienwappen